# ホワイル・マイ・ギター・ジェントリー・ウィープス
「ホワイル・マイ・ギター・ジェントリー・ウィープス」（While My Guitar Gently Weeps）は、ビートルズの楽曲である。1968年に発売されたオリジナル・アルバム『ザ・ビートルズ』に収録された。作詞作曲はジョージ・ハリスンで、歌詞はビートルズのメンバー内で生じた不和についての言及とされている。本作のリードギターはハリスンの友人であるエリック・クラプトンが演奏しており、雰囲気の悪さを緩和する役割も果たしたが、クレジットには記載されていない。
ハリスンは、中国の易経の書籍に触発されて本作を書いた。1968年7月にアコースティック・ギターとハーモニウムを主体としたデモ音源が録音され、8月から9月にかけてバンド形態でのレコーディングが行われた。1996年に発売された『ザ・ビートルズ・アンソロジー3』には前述のデモ音源が収録され、2006年に発売されたシルク・ドゥ・ソレイユのショーのサウンドトラック盤『LOVE』には前述のデモにジョージ・マーティンがアレンジしたストリングスがオーバー・ダビングされた音源が収録された。
イギリスやアメリカではシングル・カットされていないが、日本、ヨーロッパ、オーストラリアではシングル『オブ・ラ・ディ、オブ・ラ・ダ』のB面曲としてシングル・カットされた。リリース後、音楽評論家から称賛を受け、「サムシング」や「ヒア・カムズ・ザ・サン」と並んでハリスンの代表曲のひとつとされ、解散後のソロライブの定番曲となった。「ローリング・ストーンの選ぶオールタイム・グレイテスト・ソング500」では136位にランクインした。

## 背景
ハリスンは、イングランド北部のウォーリントンにある母親の家で、「ホワイル・マイ・ギター・ジェントリー・ウィープス」を書いた。本作は中国の易経の書籍に触発されて書かれており、ハリスンは「僕は易経の写しを持ってたんだ。中国にはすべてが必然であり、偶然というものは存在しないっていう考えがある。一方、西洋では偶然の事をまれにあるものだっていう風に考えられてるんだ。本を開いた時に見えたのが『gently weeps（そっと泣いている）』だった。僕は本を閉じて、曲を書き始めた」と語っている。
歌詞は、そこに眠っている愛がありながらも、それに気づけていない人類の哀歌となっていると同時に、インドから帰国後のメンバー間の不和が反映されており、同じくハリスン作の「ノット・ギルティ」でもハリスンがメンバーを率いて、マハリシに会いにリシケーシュに行った際のトラブルや、アップル・コアの設立によって生じたメンバー間での対立などへの言及がなされている。本作のリードギターのレコーディングには、グループの雰囲気の悪さを少しでも緩和することを目的にエリック・クラプトンが招かれた。
1968年5月にイーシャーにある自宅でデモ音源が録音されたが、初期の草稿にあった「I look at the trouble and hate that is raging（僕は猛り狂うトラブルと憎悪を見る）」と「The problems you sow are the troubles you're reaping（君が撒く問題は君が収穫するトラブルだ）」というフレーズが差し替えられた。また、EMIレコーディング・スタジオで録音された最初のバージョンでも、最後のヴァースの歌詞がリリースされたものと異なっており、「I look from the wings at the play you are staging / While my guitar gently weeps / As I'm sitting here, doing nothing but aging / Still my guitar gently weeps（僕は君が演じているのを舞台の袖から見る / 僕のギターはそっと泣いている / ここに座って、歳をとるだけ / それでも僕のギターはそっと泣いている）」と歌われていた。この日に録音された音源は、1996年に発売された『ザ・ビートルズ・アンソロジー3』に収録され、2006年に行なわれたシルク・ドゥ・ソレイユのミュージカル『ザ・ビートルズ LOVE』では、この音源をベースにジョージ・マーティンがスコアと編曲を手がけたオーケストラが加えられた音源が使用された。ミュージカルのサウンドトラック盤にもこのアレンジが収録されている。このアレンジについて、ハリスンの未亡人のオリヴィアは「心の底から音楽に共感してくれるんです。彼はジョージがあの曲で伝えたかった事を完全に理解していました」と称賛している。なお、マーティンがビートルズの曲に対してストリングス編曲を手がけたのは、これが最後となった。

## レコーディング

### ファースト・バージョン 〜 ベーシック・トラック
「ホワイル・マイ・ギター・ジェントリー・ウィープス」のレコーディングは、1968年7月25日にEMIレコーディング・スタジオのスタジオ2で開始された。この日のセッションは、ハリスンがアコースティック・ギター（ギブソン・J-200）で弾き語り、それに対してポール・マッカートニーが曲に合うようにハーモニウムでコードを弾くという形式で行われた。この日に録音されたテイク1が『ザ・ビートルズ・アンソロジー3』、テイク2が2018年に発売された『ザ・ビートルズ (ホワイト・アルバム)〈スーパー・デラックス・エディション〉』に収録された。
8月16日にバンド編成でのレコーディングが開始され、ヘヴィなアレンジが施された。レコーダーのトラック1にマッカートニーのベース、トラック2にハリスンのアコースティック・ギター、トラック3にレノンのオルガン、トラック4にリンゴ・スターのドラムが録音された。14テイク録音されたなかから、最終テイクがベストとされ、2本目のテープにリダクション・ミックスする際に、ドラムとベースがトラック1、オルガンとアコースティック・ギターがトラック2にまとめられた。なお、この過程でギターの音にフランジャーがかけられ、テープの回転速度が通常よりも遅くなった。このためテンポが落ちて、キーも1音半低くなった。
9月3日のセッションでは初めて8トラック・レコーダーが導入された。この日のセッションで、テイク15が8トラック・レコーダーに移されてテイク16となり、これに対してハリスンは、2年前に「アイム・オンリー・スリーピング」のセッションで行ったように逆回転のギターソロが加えられたが、このテイクは破棄された。5日に8月22日のセッションを最後に離脱していたスターが復帰。この日もオーバー・ダビングが行われたが、2番目のバージョンも没となった。その後、3番目のバージョンの制作が開始された際、テイク数は17となっていたが、ハリスンはこれを「テイク1」と称した。その後27テイク録音された中から、テイク25がマスターに選ばれた。なお、最終テイクとなったテイク27は、2018年に発売された『ザ・ビートルズ (ホワイト・アルバム)〈スーパー・デラックス・エディション〉』のCD5に収録された。

### リードギターのオーバー・ダビング

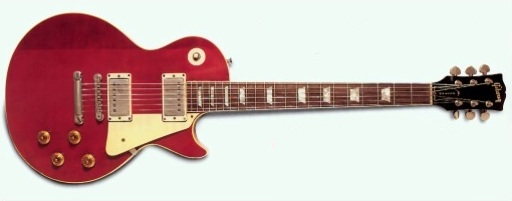
クラプトンがレコーディングで使用したギブソン・レスポール。クラプトンはこのギターをハリスンにプレゼントした。

9月6日にサリーからロンドンへ向かう車の中で、ハリスンはエリック・クラプトンに「レコーディングに参加してギターソロを弾かないか？」と声をかけた。当初クラプトンは「僕がビートルズのセッションに参加するなんて恐れ多いよ」と断っていたが、「僕の曲だぞ！その僕が参加してくれと言ってるんだから大丈夫さ」というハリスンの言葉で参加を決めた。
クラプトンは、「ルーシー」と名付けたギブソン・レスポールでギターソロを演奏し、このギターソロはレコーダーのトラック2に録音され、トラック1にはドラム、トラック3にマッカートニーのオルガンとピアノ、トラック4にハリスンのボーカルとアコースティック・ギター、マッカートニーのハーモニー・ボーカルが録音された。なお残されたテープから、クラプトンはテイク17からテイク45までの大半で共演していたことが判明している。

### ミキシング
クラプトンのギターソロを後から聴き直したハリスンは、「ビートルズっぽさが足りない」と判断し、エンジニアに対して「ビートルズっぽさを出してくれ」と要求した。このため、1968年10月14日にモノラル・ミックスとステレオ・ミックスが作成された際に、ギターソロとオルガンにADTがかけられた。音楽学者のウォルター・エヴェレットはレノンが弾いたトレモロをかけたギターのパートは、曲のコーダで弾いたフレーズのみ残されたとしている。

## リリース・評価
1968年11月22日にアップル・レコードからアルバム『ザ・ビートルズ (ホワイト・アルバム)』が発売された。「ホワイル・マイ・ギター・ジェントリー・ウィープス」は、『ザ・ビートルズ (ホワイト・アルバム)』に収録されたハリスン作曲による4曲のうちの1つで、レノン作の「ハッピネス・イズ・ア・ウォーム・ガン」と「ザ・コンティニューイング・ストーリー・オブ・バンガロー・ビル」の間の7曲目に収録された。現在、この曲以降のジョージ作のビートルズ・ナンバーはジョージの個人楽曲出版社ハリソングス・リミテッドが保有しているが、この曲と同アルバムに収録されている「ピッギーズ」「ロング・ロング・ロング」「サボイ・トラッフル」の4曲は最初アップル・パブリッシングが保有していた。イギリスやアメリカではシングル・カットされなかったが、日本、ヨーロッパ、オーストラリアなどの国でシングル『オブ・ラ・ディ、オブ・ラ・ダ』のB面曲としてシングル・カットされた。ちなみに日本でシングル発売された時のタイトルは「マイ・ギター・ジェントリー・ウィープス」と、何故か「ホワイル」が抜け落ちていた。その後、ビートルズ解散後の1973年に発売されたコンピレーション・アルバム『ザ・ビートルズ1967年〜1970年』や、1976年に発売されたハリスンのソロ名義でのコンピレーション・アルバム『ザ・ベスト・オブ・ジョージ・ハリスン』にも収録された。
ビートルズ研究家のエリン・トルケルソン・ウェバーは、1969年に発売された「サムシング」や「ヒア・カムズ・ザ・サン」とともに、「多くの聴衆がジョージの作品を、レノン＝マッカートニーの作品と互角ともいえるほどに素晴らしいと考えるようになった時期の始まり」としており、コラムニストのマーク・ハーツガードは自身の著書で「ジョージのキャリアでは初の素晴らしい楽曲で、おそらく『ホワイト・アルバム』で最も印象的な楽曲の1つ」と評している。
『ローリング・ストーン』誌が選んだ「500 Greatest Songs of All Time」と「The 100 Greatest Guitar Songs of All Time」、さらに「100 Greatest Beatles Songs」に於いて、それぞれ136位と7位、10位にランクイン。
2018年に『インデペンデント』誌のジェイコブ・ストルワーシーは、アルバム『ザ・ビートルズ』収録曲を対象としたランキングで本作を1位に挙げ、「ビートルズで最も偉大な曲の1つ」「ハリスンが天才である証」と評している。

## ハリスンによるライブでの演奏
ハリスンは、解散後のソロライブで毎回「ホワイル・マイ・ギター・ジェントリー・ウィープス」を演奏した。初めて本作が演奏されたのは、1971年8月1日にマディソン・スクエア・ガーデンで開催されたチャリティーコンサートで、当時の演奏はライブ・アルバム『バングラデシュ・コンサート』に収録された。同コンサートに同伴したクラプトンはジャズやカントリー・ミュージックの演奏に適したギターであるギブソン・バードランドを使用していて、ヘロイン中毒という状態であったが、同コンサートでの演奏について音楽評論家のトム・ムーンは著書『1,000 Recordings to Hear Before You Die』で、「ロックで、よりスリリングな2人のギターの探求の1つ」と評している。
1974年11月から12月にかけてラヴィ・シャンカルと共に行なった北米ツアーでも演奏され、リードギターのパートはロベン・フォードと共に演奏した。
1987年のプリンス・トラストでは、ハリスンとクラプトンのほかに、スターがドラムで参加した。なお、同コンサートではコーダが延長されたアレンジで演奏された。
1991年にクラプトンと共に行なった来日公演でも演奏しており、12月14日の公演と17日の公演での演奏を組み合わせた音源が、ライブ・アルバム『ライヴ・イン・ジャパン』に収録された。

## カバー・バージョン
カナダのギタリスト、ジェフ・ヒーリーが1990年に発売されたアルバム『ヘル・トゥ・ペイ』で本作をカバーしており、ハリスンがアコースティック・ギターとバッキング・ボーカルで参加した。ヒーリーのカバー・バージョンは後にシングル・カットされ、ニュージーランドのシングルチャートで最高位25位、カナダのシングルチャートで最高位27位、全英シングルチャートで最高位85位を獲得した。
2002年6月3日、バッキンガム宮殿で行われた、女王エリザベス2世戴冠50周年記念コンサートで、マッカートニーがクラプトンと共に本作を演奏した。同年11月29日に行われたハリスンの追悼コンサート『コンサート・フォー・ジョージ』では、マッカートニーとスター、クラプトンに加え、ダーニ・ハリスンとマーク・マンの5人で演奏した。
このほか、トッド・ラングレン、トム・ペティ、ピーター・フランプトン、マーク・リボー、TOTOらによってカバーされ、日本ではTHE WILLARD、Mi-Ke、吉田兄弟らによってカバーされた。

## ミュージック・ビデオ
2016年に『ザ・ビートルズ LOVE』の初舞台から丸10年を迎えるのを記念し、このアレンジでのミュージック・ビデオが公開された。映像はミュージカルの世界観を表現したものとなっており、ミラージュ・ホテル（ラスベガス）公演での映像やネヴァダで撮影が行なわれたインサート映像で構成されている。

## クレジット
※出典
最初のバージョン
- ジョージ・ハリスン - ボーカル、アコースティック・ギター
- ポール・マッカートニー - ハーモニウム

2番目のバージョン
- ジョン・レノン - オルガン
- ポール・マッカートニー - ベース
- ジョージ・ハリスン - アコースティック・ギター
- リンゴ・スター - ドラム

3番目のバージョン
- ジョージ・ハリスン - リード・ボーカル、アコースティック・ギター
- ポール・マッカートニー - ボーカル、ピアノ、ベース、オルガン
- ジョン・レノン - ベース
- リンゴ・スター - ドラム、マラカス
- エリック・クラプトン - リードギター